# Vescomtat d'Eu
El vescomtat d'Eu fou una efímera jurisdicció feudal de Normandia, que va existir al segle xi i centrada en el castell d'Eu.
El primer vescomte esmentat fou Osbern. Va tenir un fill, Ansfred (que vivia encara el 1060) que es va casar amb Emma però després fou monjo a Jerusalem i el seu fill Jofre va ingressar al monestir de la Santíssima Trinitat a Rouen el 1060; va tenir un altre fill de nom Osbern.
Del segon i darrer vescomte no se'n coneix el nom però se sap que estava casat amb Joana perquè la seva defunció està registrada a l'església d'Eu un dia 16 de gener (any no indicat) així com la de dos fills (Robert i Joana).